# Triển lãm Quốc phòng quốc tế Việt Nam 2022
Triển lãm Quốc phòng quốc tế Việt Nam 2022 (tên tiếng Anh: Vietnam International Defence Expo 2022, viết tắt: Vietnam Defence 2022) là sự kiện triển lãm về quốc phòng quốc tế đầu tiên do chính phủ Việt Nam tổ chức, tại khu vực sân bay Gia Lâm, Hà Nội với sự tham gia của khoảng 30 quốc gia trên thế giới. Quy mô triển lãm có tổng diện tích hơn 50.000 m² với diện tích trưng bày trong nhà và ngoài trời hơn 20.000 m². Triển lãm được tổ chức nhằm tăng cường, mở rộng quan hệ hợp tác quốc tế, đối ngoại quốc phòng, tạo dựng lòng tin giữa Việt Nam và các nước trên thế giới. Việt Nam dự kiến sẽ tổ chức Triển lãm hai năm một lần, lần tiếp theo là năm 2024 nhằm kỷ niệm 80 năm Ngày thành lập Quân đội nhân dân Việt Nam.
Triển lãm được tổ chức từ 9 giờ đến 18 giờ hằng ngày từ ngày 8 đến ngày 10 tháng 12; mở cửa miễn phí cho người dân cả nước từ 14 đến 18 giờ ngày 9 và từ 8 giờ đến 18 giờ ngày 10 tháng 12 năm 2022.

## Nội dung
Triển lãm được tổ chức nhằm tăng cường, mở rộng quan hệ hợp tác quốc tế, đối ngoại về quốc phòng, tạo dựng lòng tin giữa Việt Nam và các nước trên thế giới; quảng bá, tuyên truyền năng lực, tiềm lực công nghệ, vũ khí trang bị do ngành công nghiệp quốc phòng Việt Nam sản xuất đến bạn bè quốc tế và nhân dân trong nước; tạo điều kiện để các quốc gia, các công ty, doanh nghiệp trong nước, quốc tế giới thiệu, trưng bày sản phẩm, tìm kiếm cơ hội mở rộng hợp tác trong lĩnh vực công nghiệp quốc phòng.
Lực lượng không quân nhân dân Việt Nam sẽ bay biểu diễn chào mừng khai mạc Triển lãm.

## Danh sách quốc gia tham dự

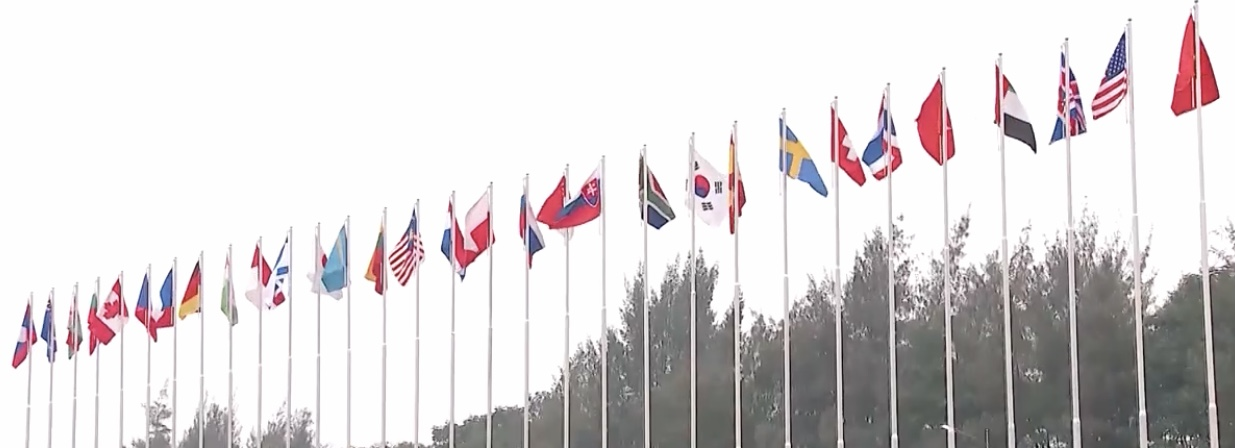
Cờ các quốc gia tham dự

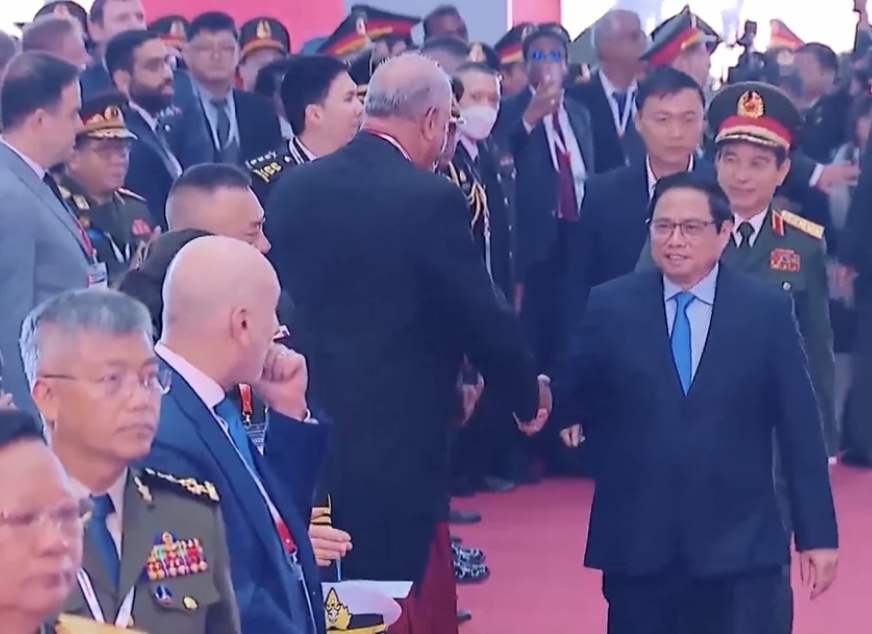
Phạm Minh Chính gặp khách mời tại buổi triển lãm

Hiện tại, danh sách 30 quốc gia tham dự (tính thêm nước chủ nhà là 31) vẫn chưa được phía Việt Nam công bố và xác nhận. Theo Reuters, Trung Quốc đã từ chối lời mời tham gia của Việt Nam. Như vậy, tất cả các nước Ủy viên thường trực Hội đồng Bảo an Liên Hợp Quốc đều có mặt tại sự kiện trừ Trung Quốc. Riêng, Cuba có cử người sang tham dự tuy nhiên không có gian hàng trong Triển lãm.
Danh sách dưới đây được cập nhật dựa vào những những chiếc quốc kỳ được treo tại triển lãm và báo chí Việt Nam nhắc đến.
| STT | Quốc gia       | Ghi chú      |
| --- | -------------- | ------------ |
| 0   | Việt Nam       | Nước chủ nhà |
| 1   | Vương quốc Anh | [ 12 ]       |
| 2   | Hoa Kỳ         | [ 9 ] [ 12 ] |
| 3   | Mông Cổ        | [ 13 ]       |
| 4   | Lào            | [ 13 ]       |
| 5   | Kazakhstan     |              |
| 6   | Nga            | [ 9 ]        |
| 7   | Ấn Độ          | [ 14 ]       |
| 8   | Australia      | [ 15 ]       |
| 9   | Thổ Nhĩ Kỳ     | [ 15 ]       |
| 10  | Israel         | [ 16 ]       |
| 11  | Séc            | [ 10 ]       |
| 12  | Hà Lan         | [ 17 ]       |
| 13  | Belarus        | [ 10 ]       |
| 14  | Pháp           | [ 18 ]       |
| 15  | Nhật Bản       | [ 18 ]       |
| 16  | UAE            | [ 18 ]       |
| 17  | Ba Lan         | [ 19 ]       |
| 18  | Thái Lan       | [ 20 ]       |
| 19  | Thụy Điển      | [ 20 ]       |
| 20  | Tây Ban Nha    | [ 20 ]       |
| 21  | Hàn Quốc       | [ 20 ]       |
| 22  | Nam Phi        | [ 20 ]       |
| 23  | Slovakia       | [ 20 ]       |
| 24  | Canada         | [ 20 ]       |
| 25  | Malaysia       | [ 20 ]       |
| 26  | Thụy Sĩ        | [ 20 ]       |
| 27  | Đức            | [ 20 ]       |
| 28  | Singapore      | [ 17 ]       |
| 29  | Lithuania      | [ 17 ]       |
| 30  | Bulgaria       | [ 21 ]       |

## Phản ứng
- Vương quốc Anh: Thứ trưởng Quốc phòng Anh James Heappey tham dự Triển lãm cho biết ông đang mong muốn tìm hiểu một số công nghệ của Việt Nam trong lĩnh vực quốc phòng, đồng thời các doanh nghiệp Anh cũng mang tới những công nghệ tuyệt vời mà Việt Nam đang muốn mở rộng.[12]
- Hoa Kỳ: Đại sứ Mỹ tại Việt Nam Marc Knapper tham dự Triển lãm xác nhận Hoa Kỳ mong muốn giúp Việt Nam đẩy nhanh chính sách hiện đại hóa, đa dạng hóa quân sự, tăng cường năng lực quốc phòng và đảm bảo một Việt Nam hùng mạnh, độc lập và thịnh vượng, có khả năng bảo vệ chủ quyền, lãnh thổ, lợi ích quốc gia. Tuy nhiên, Knapper từ chối xác nhận chi tiết đàm phán hay thỏa thuận quân sự giữa hai bên.[9][10][12]
- Nga: Tại triển lãm, tập đoàn xuất khẩu vũ khí Nga Rosoboronexport đã giới thiệu drone, xe bọc thép, máy bay trực thăng, nhiều loại máy bay và vũ khí hạng nhẹ tại triển lãm. Tổng giám đốc Alexander Mikheev cho biết Rosoboronexport "sẵn sàng thảo luận hợp tác trong lĩnh vực quan hệ đối tác công nghiệp và xây dựng cơ sở hạ tầng".[9][10]

## Đơn vị liên quan

### Tổ chức
- Bộ Quốc phòng Việt Nam (chủ trì)
  - Bộ Tổng tham mưu Quân đội nhân dân Việt Nam
  - Tổng cục Công nghiệp Quốc phòng
  - Cục Đối ngoại Quân đội nhân dân Việt Nam
- Ban Đối ngoại Trung ương

### Thực hiện
- Tổng Công ty Kinh tế Kỹ thuật Công nghiệp Quốc phòng (GAET)
- Tổng Công ty Xuất nhập khẩu tổng hợp Vạn Xuân (VAXUCO)
- Công ty trách nhiệm hữu hạn EIFEC

### Tài trợ
- Tập đoàn Công nghiệp – Viễn thông Quân đội
- Ngân hàng thương mại cổ phần Quân đội
- Tổng công ty Tân Cảng Sài Gòn
- Tổng công ty Trực thăng Việt Nam

### Truyền thông
- Báo Quân đội Nhân dân Điện tử
- Kênh Truyền hình Quốc phòng Việt Nam
- Các kênh truyền hình và truyền thông nằm dưới sự quản lý của Nhà nước Việt Nam và báo chí, truyền thông quốc tế

## Hình ảnh

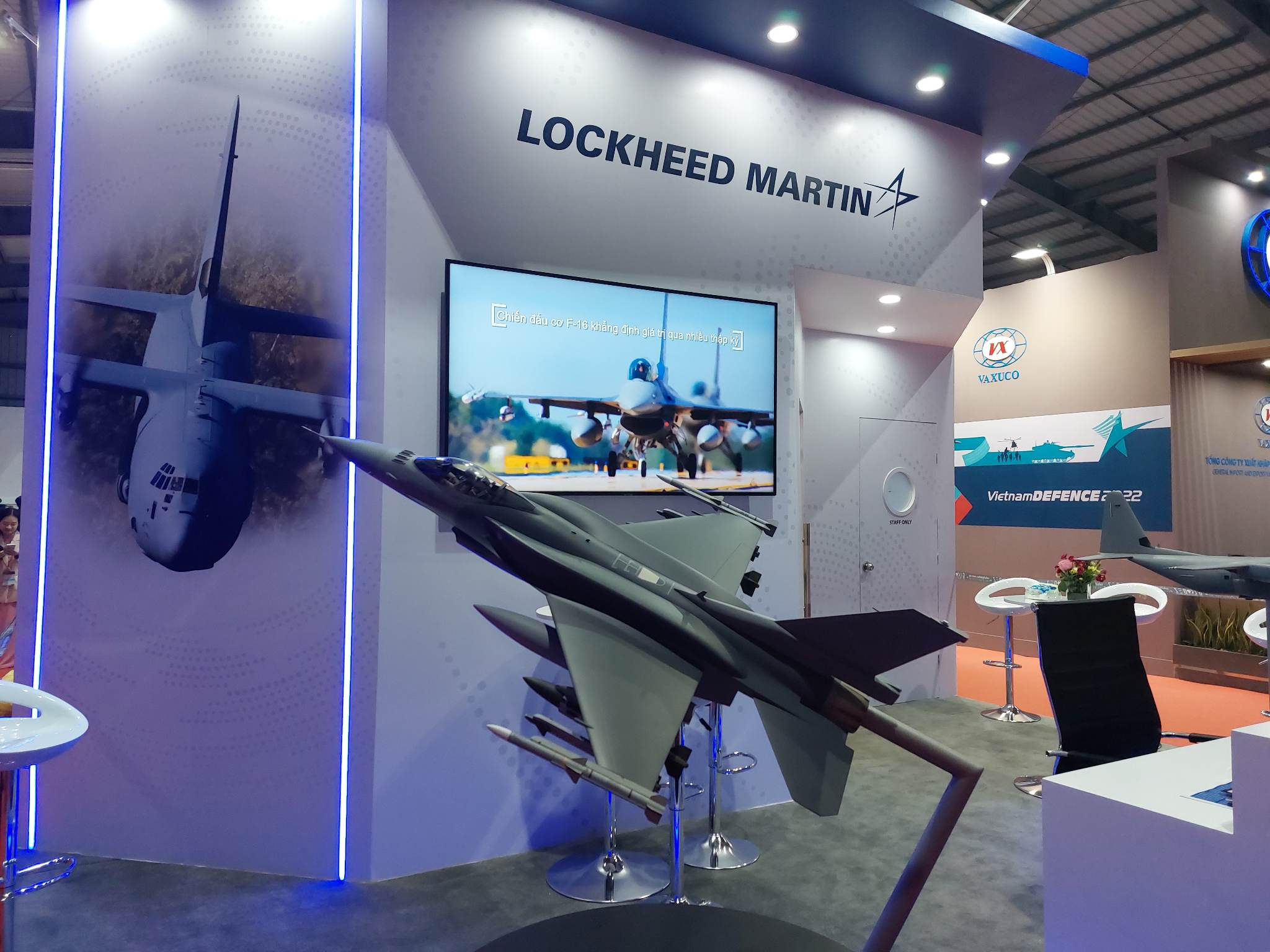
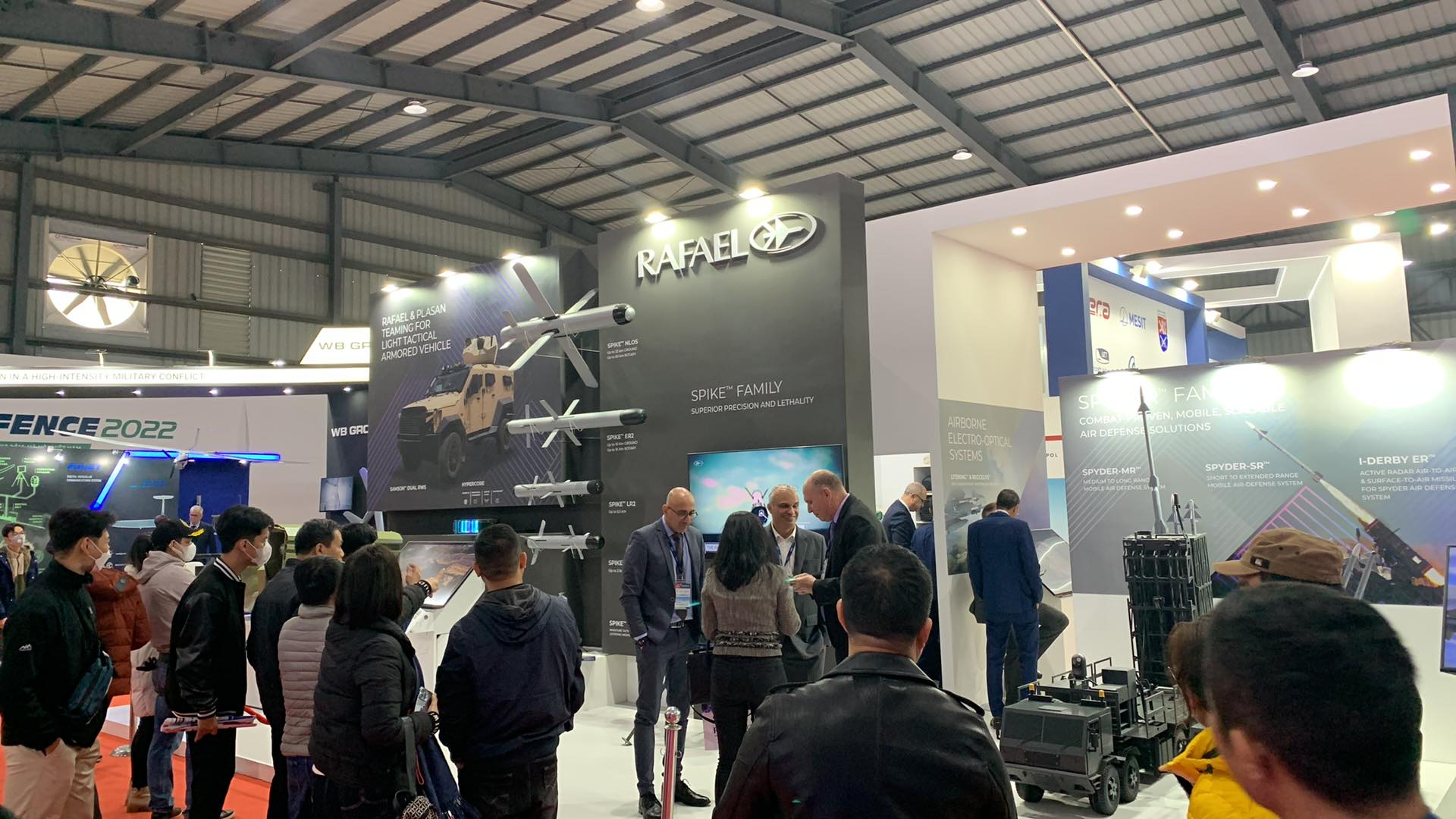
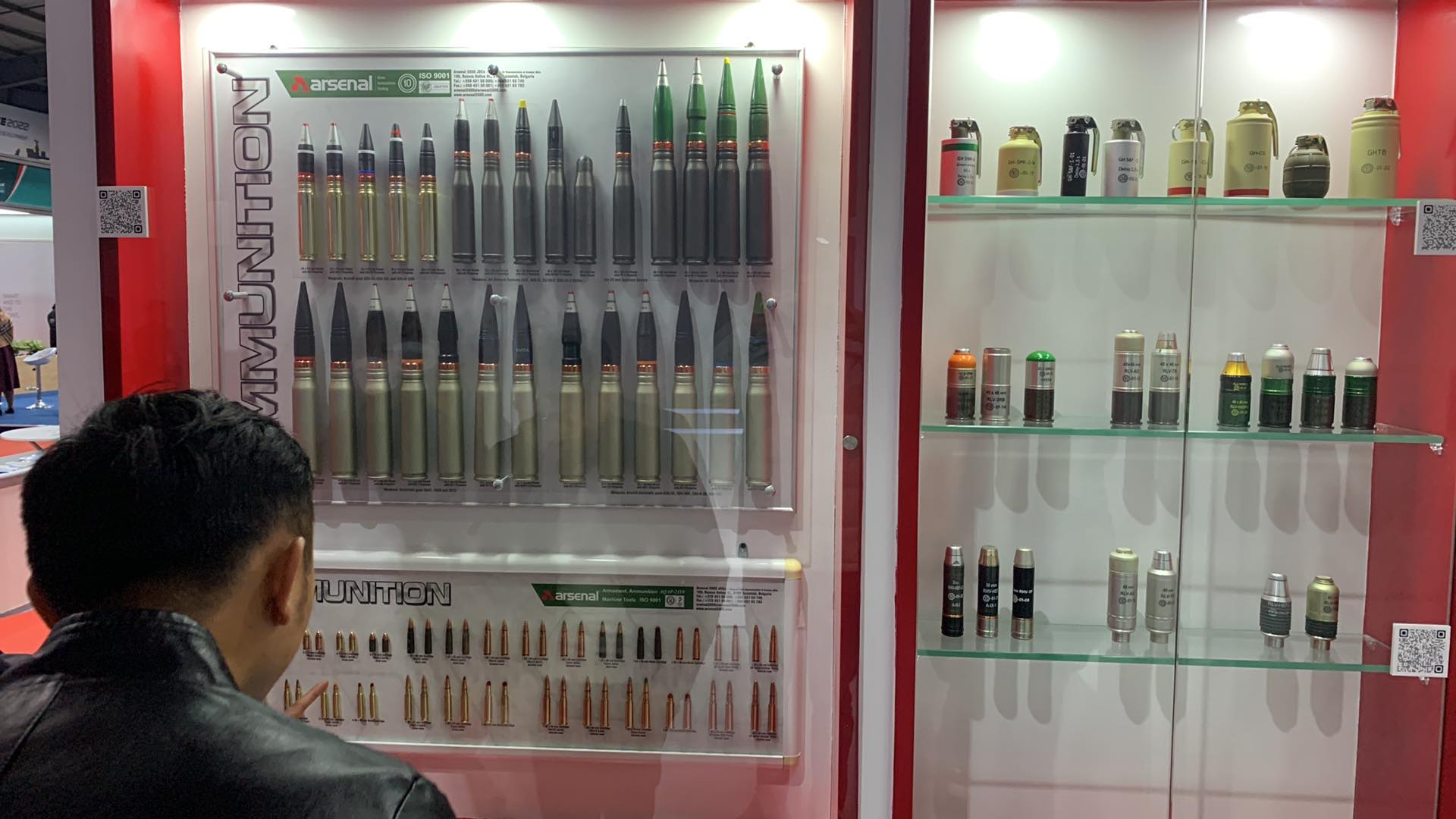
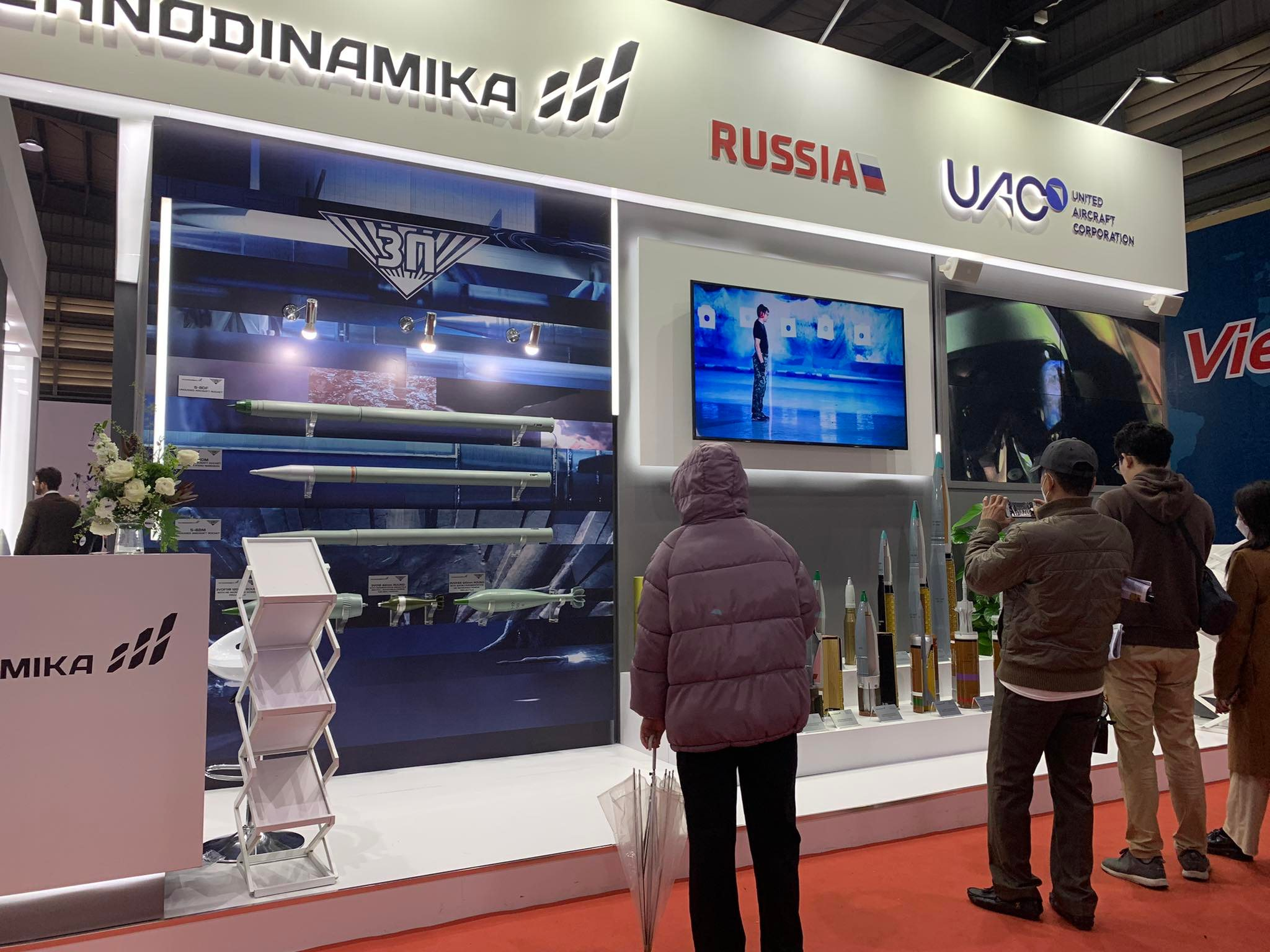
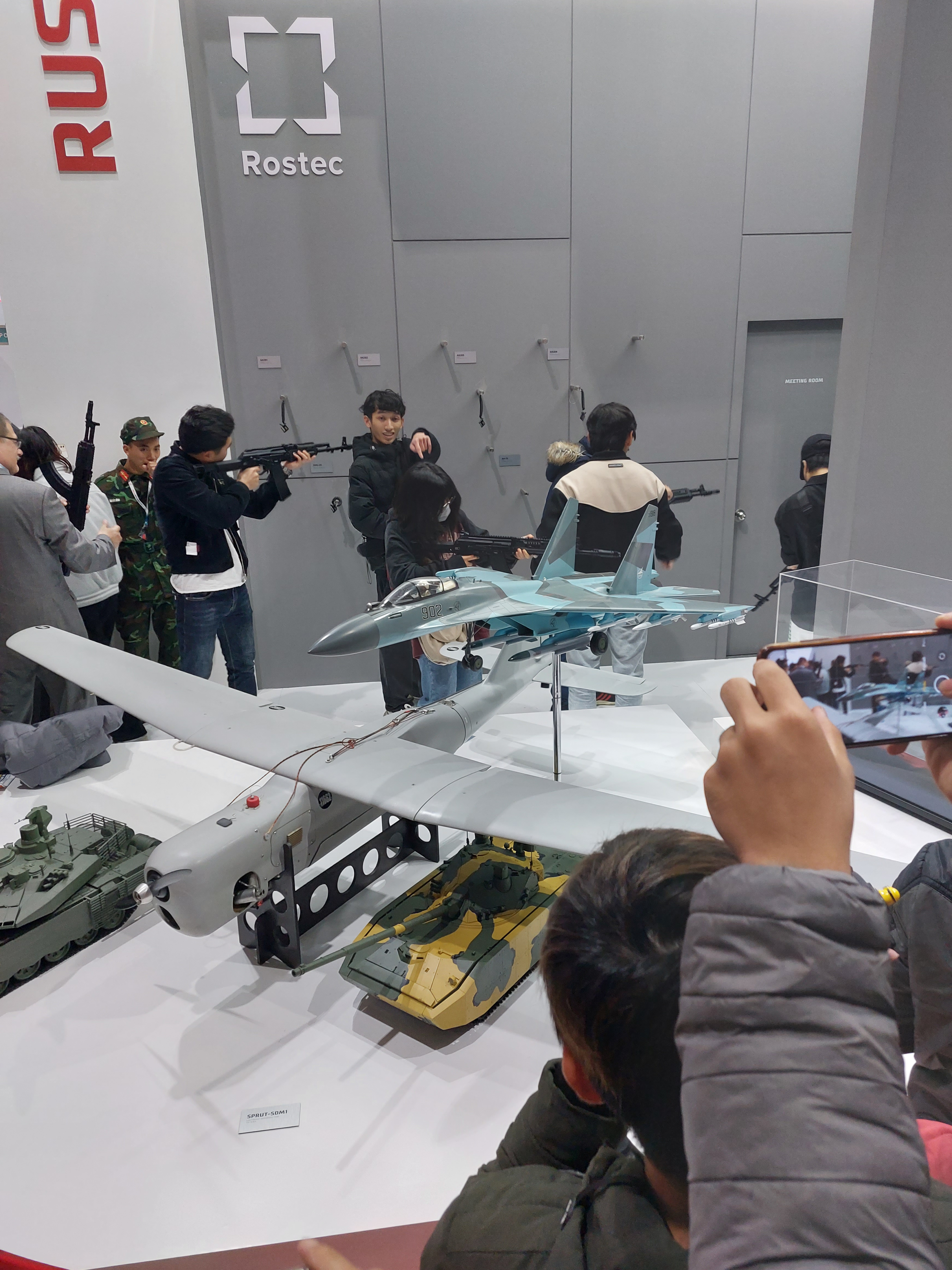
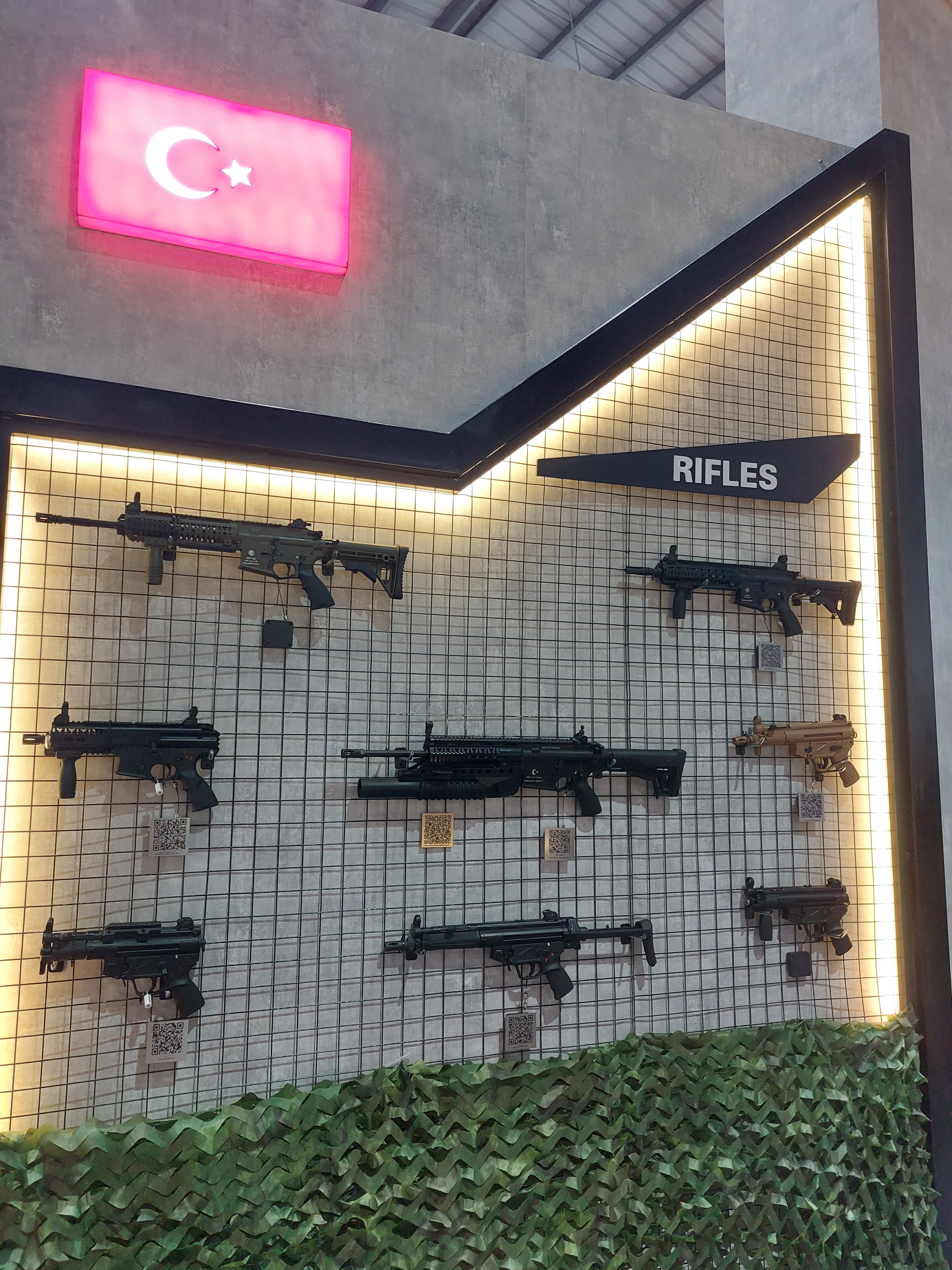
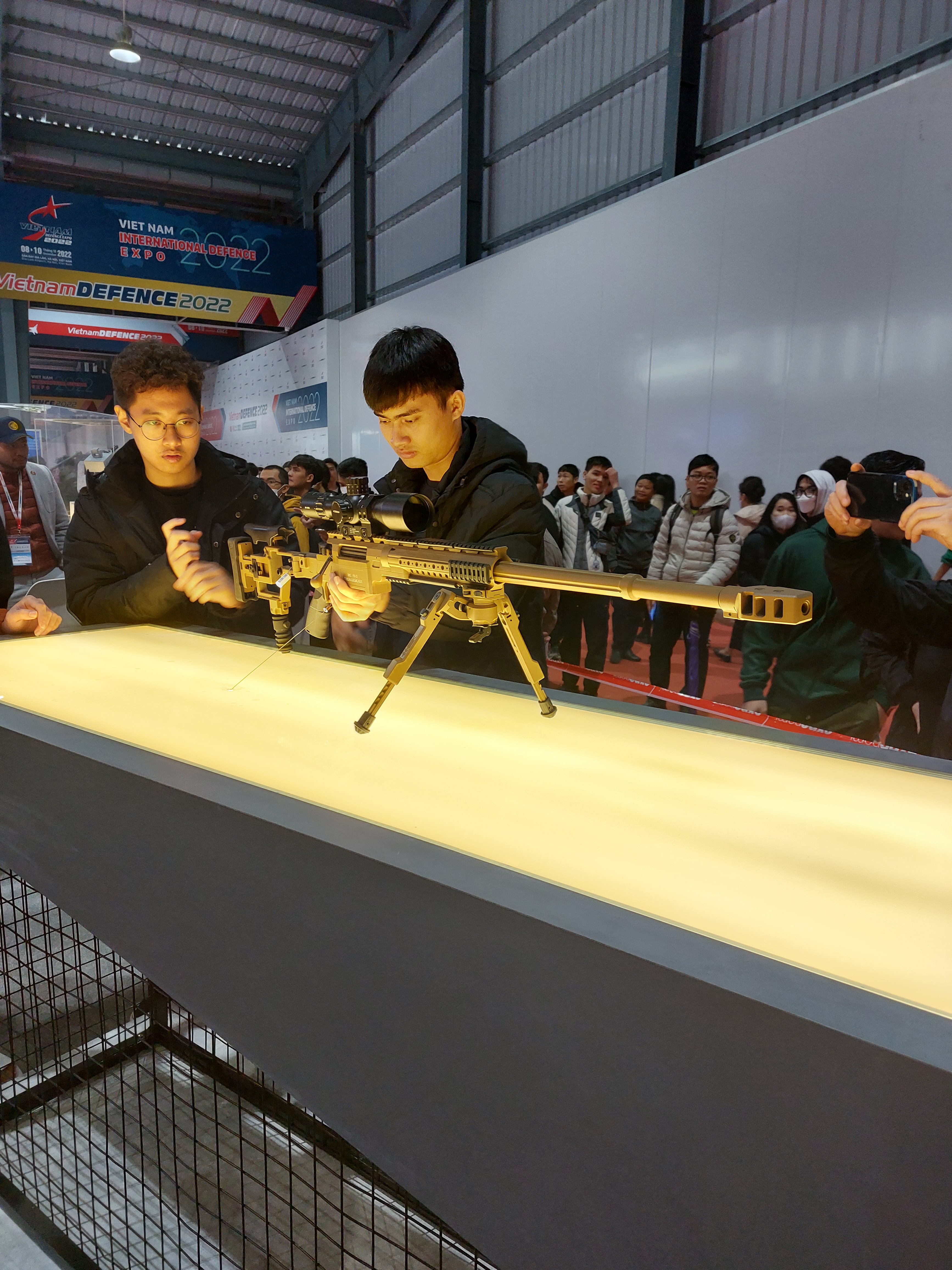
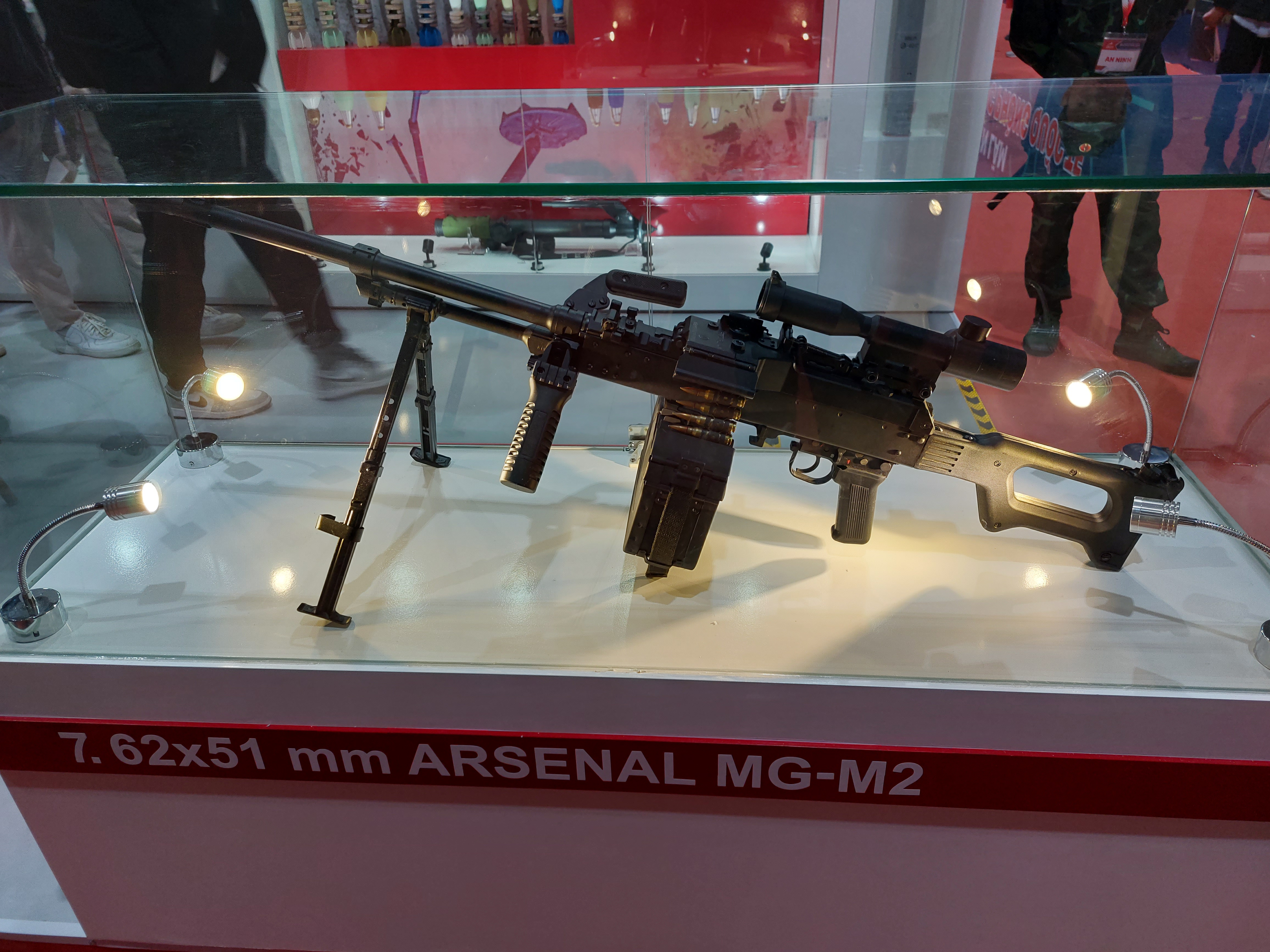
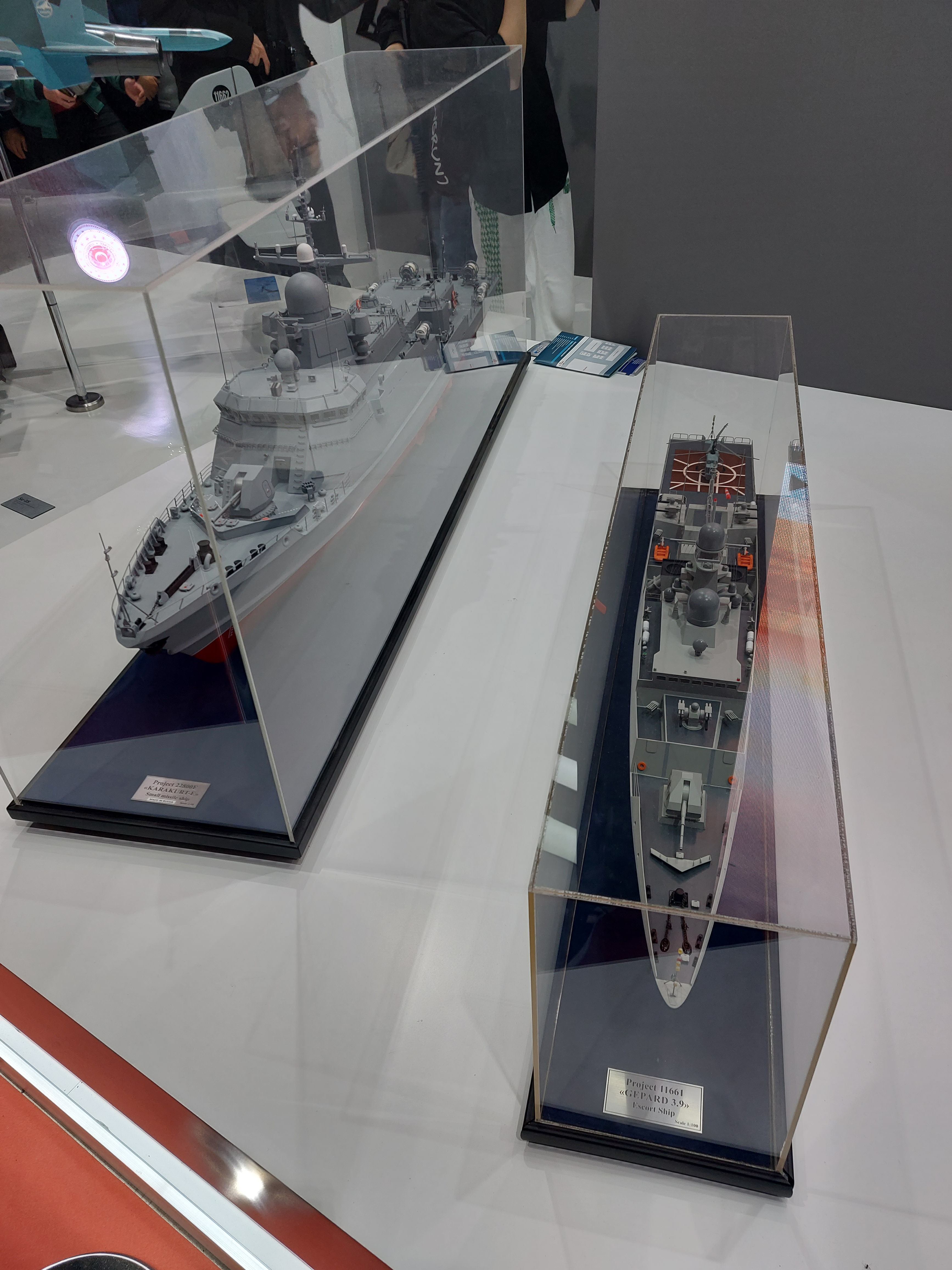
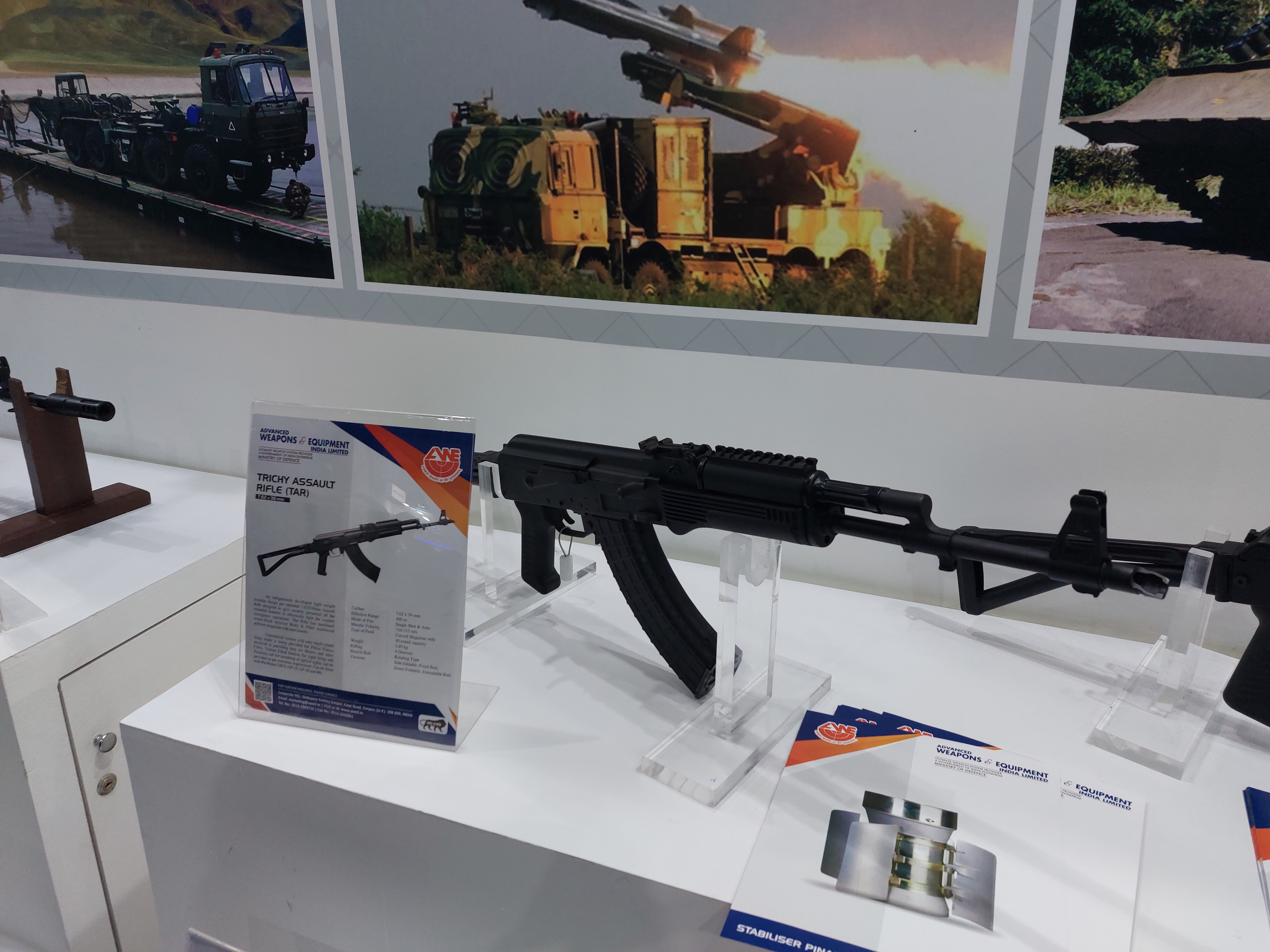